# José Miaja
José Miaja, właśc. José Menanto Miaja (ur. 20 kwietnia 1878 w Oviedo, zm. 14 stycznia 1958 w Meksyku) – hiszpański generał, minister wojny Republiki Hiszpańskiej (1936), przewodniczący Komitetu Obrony Madrytu (1936), dowódca Grupy Armii Strefy Centralno-Południowej w czasie hiszpańskiej wojny domowej.

## Życiorys
Był absolwentem Akademii Piechoty w Toledo, do której wstąpił w 1896. Uczestniczył w wojnach w Maroku (1900) i z Republiką Rifu (1920–1927). W 1932 otrzymał stopień generała a w 1935 stanowisko ministra wojny II Republiki Hiszpańskiej. W czasie puczu zorganizowanego przez gen. Francisco Franco stanął po stronie republikańskiej, w listopadzie 1936 został przewodniczącym Madryckiej Rady Wojskowej. Dowodził w wielu bitwach, m.in. obronie Madrytu.
W 1937 został dowódcą Frontu Centralnego. W 1939 razem z płk Segismundo Casado zorganizował antyrządowy pucz, po którym oddał frankistowskim rebeliantom bez walki strefę centralno-południową wraz z Madrytem, chroniąc się w Oranie. Po zwycięstwie sił frankistowskich opuścił Gandię udając się na wygnanie najpierw do Algierii i Francji a następnie do Meksyku gdzie zmarł w 1958.

## Ordery i odznaczenia
- Order Laurów Madrytu I klasy
- Kawaler Orderu św. Hermenegilda